# Алексієвка (село, Біжбуляцький район)
Алексі́євка (рос. Алексеевка, башк. Алексеевка) — село у складі Біжбуляцького району Башкортостану, Росія. Входить до складу Аїтовської сільської ради.
Населення — 187 осіб (2010; 227 в 2002).
Національний склад:
- росіяни — 65 %